# David Norona
David Norona (Hialeah, 14 december 1972) is een Amerikaans acteur.

## Biografie
Norona werd geboren in Hialeah bij Cubaanse ouders, en doorliep de high school aan de Coral Gables high School in Coral Gables waar hij met acteren in toneelstukken begon. Hij haalde zijn bachelor of fine arts aan de Carnegie Mellon University in Pittsburgh. Na zijn studie verhuisde hij naar New York voor zijn acteercarrière.
Norona is getrouwd.

## Filmografie

### Films
Uitgezonderd korte films.
- 2018 I Can Only Imagine - als Bill Layton
- 2011 A Crush on You – als Gabe
- 2001 Bailey's Mistake – als pastor Miguel
- 2000 Alligator Alley – als Jay Taylor
- 2000 The Expendables – als Ramone
- 1996 Mrs. Santa Claus – als Marcello Damaroco
- 1996 Twisted – als Angel
- 1993 Money for Nothing – als ticketverkoper U.S. Air

### Televisieseries
Uitgezonderd eenmalige gastrollen.
- 2019 Jack Ryan - als José Marzan - 6 afl.
- 2017-2018 The Gifted - als senator Matthew Montez - 3 afl.
- 2011-2014 The Mentalist – als Osvaldo Ardiles – 8 afl.
- 2012 One Tree Hill – als dr. Alvarez – 6 afl.
- 2010 The Defenders – als Andrew Gomez – 2 afl.
- 2008-2009 Lipstick Jungle – als Salvador Rosa – 18 afl.
- 2007 In Case of Emergency – als Paul – 4 afl.
- 2007 Lincoln Heights – als dr. Gabe Mendoza – 2 afl.
- 2005 Inconceivable – als Scott Garcia – 10 afl.
- 2003 Mister Sterling – als Leon Montero – 10 afl.
- 2001-2002 Six Feet Under – als Gary Deitman – 8 afl.
- 2000 Popular – als verpleger Dan Murphy – 3 afl.

- International Standard Name Identifier: 0000 0003 9180 0523
- Library of Congress Control Number: no2012147771
- Nederlandse Thesaurus van Auteursnamen: 328602795
- Virtual International Authority File: 285672958
- WorldCat: E39PBJxxk3WvgyJCTDbPkbd4v3